# Hockey su prato ai Giochi della XXIX Olimpiade - Torneo femminile
Il torneo femminile di hockey su prato dei Giochi Olimpici di Pechino 2008 si svolge all'Olympic Green Hockey Field di Pechino fra il 10 e il 22 agosto.

## Formula
12 squadre sono inizialmente inserite in due gironi composti da 6 squadre ciascuno in cui ogni squadra affronterà le altre appartenenti allo stesso girone. Le prime due di ogni gruppo accederanno alle semifinali del torneo, in cui le perdenti giocheranno la finale 3º-4º posto che assegnerà la medaglia di bronzo mentre le vincenti si qualificheranno alla finale del torneo che assegnerà la medaglia d'oro e la medaglia d'argento.

## Squadre qualificate
| Data                    | Evento                   | Sede                    | Qualificate                        |
| ----------------------- | ------------------------ | ----------------------- | ---------------------------------- |
|                         | Nazione ospitante        |                         | Cina                               |
| 2-14 dicembre 2006      | Giochi Asiatici          | Doha, Qatar             | Giappone                           |
| 14-22 luglio 2007       | Preolimpico africano     | Nairobi, Kenya          | Sudafrica                          |
| 14-29 luglio 2007       | Giochi Panamericani      | Rio de Janeiro, Brasile | Argentina                          |
| 18-25 agosto 2007       | Campionato Europeo       | Manchester, Inghilterra | Germania Paesi Bassi Gran Bretagna |
| 10-17 settembre 2007    | Coppa d'Oceania          | Buderim, Australia      | Nuova Zelanda Australia            |
| 12-20 aprile 2008       | Preolimpico mondiale N°1 | Baku, Azerbaigian       | Spagna                             |
| 19-27 aprile 2008       | Preolimpico mondiale N°2 | Kazan', Russia          | Stati Uniti                        |
| 26 aprile-4 maggio 2008 | Preolimpico mondiale N°3 | Victoria, Canada        | Corea del Sud                      |

## Risultati
Le migliori due squadre di ogni gruppo passano alle semifinali.
|  | Qualificate alle semifinali |
|  | Eliminate                   |

### Gruppo A
| Squadra          | P.ti | G | V | P | S | GF | GS | DR  |
| ---------------- | ---- | - | - | - | - | -- | -- | --- |
| 1. Paesi Bassi   | 15   | 5 | 5 | 0 | 0 | 14 | 3  | +11 |
| 2. Cina          | 10   | 5 | 3 | 1 | 1 | 14 | 4  | +10 |
| 3. Australia     | 10   | 5 | 3 | 1 | 1 | 17 | 9  | +8  |
| 4. Spagna        | 6    | 5 | 2 | 0 | 3 | 4  | 12 | −8  |
| 5. Corea del Sud | 3    | 5 | 1 | 0 | 4 | 13 | 18 | −5  |
| 6. Sudafrica     | 0    | 5 | 0 | 0 | 5 | 2  | 18 | −16 |

| Data     | Ora¹  | Partita       | Partita | Partita       |
| -------- | ----- | ------------- | ------- | ------------- |
| 10.08.08 | 10.30 | Cina          | 3-0     | Spagna        |
| 10.08.08 | 18.00 | Australia     | 5-4     | Corea del Sud |
| 10.08.08 | 20.30 | Paesi Bassi   | 6-0     | Sudafrica     |
| 12.08.08 | 10.30 | Australia     | 6-1     | Spagna        |
| 12.08.08 | 18.30 | Cina          | 3-0     | Sudafrica     |
| 12.08.08 | 20.30 | Paesi Bassi   | 3-2     | Corea del Sud |
| 14.08.08 | 08.30 | Cina          | 0-1     | Paesi Bassi   |
| 14.08.08 | 18.00 | Spagna        | 2-1     | Corea del Sud |
| 14.08.08 | 20.30 | Sudafrica     | 0-3     | Australia     |
| 16.08.08 | 10.30 | Australia     | 1-2     | Paesi Bassi   |
| 16.08.08 | 18.30 | Corea del Sud | 1-6     | Cina          |
| 16.08.08 | 21.00 | Spagna        | 1-0     | Sudafrica     |
| 18.08.08 | 10.30 | Corea del Sud | 5-2     | Sudafrica     |
| 18.08.08 | 18.30 | Paesi Bassi   | 2-0     | Spagna        |
| 18.08.08 | 21.00 | Cina          | 2-2     | Australia     |

- (¹) - Ora locale (UTC +8)

### Gruppo B
| Squadra          | P.ti | G | V | P | S | GF | GS | DR |
| ---------------- | ---- | - | - | - | - | -- | -- | -- |
| 1. Germania      | 12   | 5 | 4 | 0 | 1 | 12 | 8  | +4 |
| 2. Argentina     | 11   | 5 | 3 | 2 | 0 | 13 | 7  | +6 |
| 3. Gran Bretagna | 8    | 5 | 2 | 2 | 1 | 7  | 9  | −2 |
| 4. Stati Uniti   | 6    | 5 | 1 | 3 | 1 | 9  | 8  | +1 |
| 5. Giappone      | 4    | 5 | 1 | 1 | 3 | 5  | 7  | −2 |
| 6. Nuova Zelanda | 0    | 5 | 0 | 0 | 5 | 6  | 13 | −7 |

| Data     | Ora¹  | Partita       | Partita | Partita       |
| -------- | ----- | ------------- | ------- | ------------- |
| 10.08.08 | 08.30 | Giappone      | 2-1     | Nuova Zelanda |
| 10.08.08 | 18.30 | Argentina     | 2-2     | Stati Uniti   |
| 10.08.08 | 21.00 | Germania      | 5-1     | Gran Bretagna |
| 12.08.08 | 08.30 | Argentina     | 2-2     | Gran Bretagna |
| 12.08.08 | 18.00 | Stati Uniti   | 1-1     | Giappone      |
| 12.08.08 | 21.00 | Germania      | 2-1     | Nuova Zelanda |
| 14.08.08 | 10.30 | Stati Uniti   | 2-4     | Germania      |
| 14.08.08 | 18.30 | Giappone      | 1-2     | Argentina     |
| 14.08.08 | 21.00 | Nuova Zelanda | 1-2     | Gran Bretagna |
| 16.08.08 | 08.30 | Nuova Zelanda | 1-4     | Stati Uniti   |
| 16.08.08 | 18.00 | Germania      | 0-4     | Argentina     |
| 16.08.08 | 20.30 | Gran Bretagna | 2-1     | Giappone      |
| 18.08.08 | 08.30 | Germania      | 1-0     | Giappone      |
| 18.08.08 | 18.00 | Gran Bretagna | 0-0     | Stati Uniti   |
| 18.08.08 | 20.30 | Argentina     | 3-2     | Nuova Zelanda |

### Fase ad eliminazione diretta

#### Finali

##### 11º e 12º posto
| Arbitro: | Lee Keum Ju (KOR), Carol Metchette (IRL) |

|                                                                       |           |                 |
| Marsha Marescia 14' Jennifer Wilson 24' Vida Ryan 51' Cindy Brown 59' | Marcatori | 17' Gemma Flynn |

##### 9º e 10º posto
| Arbitro: | Gina Spitaleri (ITA), Lisa Roach (AUS) |

|                          |           |              |
| Park Jeong Sook 18', 48' | Marcatori | 42' Komazawa |

##### 7º e 8º posto
| Arbitro: | Minka Woolley (AUS), Ute Conen (GER) |

|                                        |           |                      |
| Termens 7' Huertas 67' Ybarra 83' (GG) | Marcatori | 29' Sensenig 59' Loy |

##### 5º e 6º posto
| Arbitro: | Sarah Garnett (NZL), Miao Lin (CHN) |

|                                  |           |  |
| Madonna Blyth 29' Hope Munro 68' | Marcatori |  |

#### Fase finale
|  | Semifinali  | Semifinali  | Semifinali |      |             | Finale          | Finale          | Finale          |  |
|  |             |             |            |      |             |                 |                 |                 |  |
|  | Paesi Bassi | Paesi Bassi | 5          |      |             |                 |                 |                 |  |
|  | Paesi Bassi | Paesi Bassi | 5          |      |             |                 |                 |                 |  |
|  | Argentina   | Argentina   | 2          |      |             |                 |                 |                 |  |
|  | Argentina   | Argentina   | 2          |      | Paesi Bassi | Paesi Bassi     | 2               |                 |  |
|  |             |             |            |      | Paesi Bassi | Paesi Bassi     | 2               |                 |  |
|  |             |             | Cina       | Cina | 0           |                 |                 |                 |  |
|  | Germania    | Germania    | Cina       | Cina | 0           | 2               |                 |                 |  |
|  | Germania    | Germania    |            |      |             | 2               |                 |                 |  |
|  | Cina        | Cina        | 3          |      |             | Finale 3º posto | Finale 3º posto | Finale 3º posto |  |
|  | Cina        | Cina        | 3          |      |             |                 |                 |                 |  |
|  |             |             |            |      |             |                 |                 |                 |  |
|  |             |             |            |      |             | Argentina       | Argentina       | 3               |  |
|  |             |             |            |      |             | Argentina       | Argentina       | 3               |  |
|  |             |             |            |      |             | Germania        | Germania        | 1               |  |

##### Semifinali
| Arbitro: | Carolina De La Fuente (ARG), Julie Ashton-Lucy (AUS) |

|                        |           |                                           |
| Keller 3' Beermann 35' | Marcatori | 30' Gao Lihua 38' Ma Yibo 57' Zhao Yudiao |

| Arbitro: | Marelize de Klerk (RSA), Sarah Garnett (NZL) |

|                                           |           |                     |
| Paumen 9', 25', 47' Agliotti 31' Hoog 68' | Marcatori | 59' Russo 69' Gulla |

##### Finale 3º e 4º posto
| Arbitro: | Julie Ashton-Lucy (AUS), Marelize de Klerk (RSA) |

|                                                              |           |                |
| Rosario Luchetti 11' Carla Rebecchi 22' Noel Barrionuevo 63' | Marcatori | 45' Anke Kuehn |

##### Finale 1º e 2º posto
| Arbitro: | Soledad Iparraguirre (ARG), Carolina de la Fuente (ARG) |

|                                      |           |  |
| Naomi van As 51' Maartje Goderie 62' | Marcatori |  |

- (¹) - Ora locale (UTC +8)

## Classifica finale
| Posizione | Squadra       |
| --------- | ------------- |
|           | Paesi Bassi   |
|           | Cina          |
|           | Argentina     |
| 4         | Germania      |
| 5         | Australia     |
| 6         | Gran Bretagna |
| 7         | Spagna        |
| 8         | Stati Uniti   |
| 9         | Corea del Sud |
| 10        | Giappone      |
| 11        | Sudafrica     |
| 12        | Nuova Zelanda |